# فیل (فیلم ۲۰۲۲)
فیل (انگلیسی: Elephant) (به تامیلی: யானை) (به زبان تامیلی، یانَی)، یک فیلم درام اکشن هندی تامیل-زبان، محصول سال ۲۰۲۲ است که نویسندگی و کارگردانی آن را هاری بر عهده داشت. بازیگران اصلی فیلم آرون ویجی، پریا بهاوانی شانکار هستند و نقش‌های بااهمیت دیگر را راماچاندرا راجو، ساموتیراکانی، راجش، رادیکا ساراتکومار، آیشواریا باسکران، آمو ابهیرامی، یوگی بابو و پوگاژ (Pugazh) بازی می‌کنند.
این فیلم در روز ۱ ژوئیه ۲۰۲۲ اکران گردید. در ابتدا طبق برنامه‌ریزی صورت گرفته، فیلم فیل قرار بود در روز ۶ مهٔ ۲۰۲۲ به نمایش گذاشته شود اما به تاریخ ۱۷ ژوئن ۲۰۲۲ موکول گردید، ولی اکران آن به خاطر فیلم ویکرام با نقش آفرینی کمال حسن، دوباره به تاریخ دیگری انتقال یافت. این فیلم با بودجه ساختی بالغ بر ۱۵ کرور روپیه در گیشه به فروش بسیار خوبی بالغ بر ۷۵ کرور روپیه (۹٫۴ میلیون دلار) دست یافت.